# Payenke
Payenke est une ligne française de transport urbain par câble en cours d'étude à Saint-Denis de La Réunion. Deuxième ligne du téléphérique urbain de la Cinor après Papang, lancée le 15 mars 2022, elle reliera le quartier de La Source à celui de La Montagne en franchissant la rivière Saint-Denis et le rempart de La Montagne.
Dans une première version du projet, elle devait initialement être lancée en 2023. Elle devait n'être longue que de 1 300 mètres, s'arrêtant à La Vigie, qui surplombe le rempart. Dans cette version, chaque cabine devait pouvoir emporter jusqu'à 50 passagers.
Un second projet a émergé après l'inauguration de la première ligne du réseau et consiste à prolonger la seconde jusqu'à Saint-Bernard en passant par Ruisseau Blanc. Il y aurait alors plus de deux stations, comme sur la ligne Papang.